# Wiebe Bijker
Pour les articles homonymes, voir Bijker.
 (décembre 2021).
Wiebe E. Bijker, né le 19 mars 1951 à Delft, est un philosophe et sociologue néerlandais, directeur du département des sciences sociales et de la technologie à la faculté des arts et de la culture de l'université de Maastricht.

## Biographie
Docteur en philosophie de l'université Twente (1990), il est professeur de philosophie assistant, puis associé à l'université de Maastricht (depuis 1987). Il devient professeur de Technology & Society en 1994.
Ses recherches portent sur l'histoire et la sociologie des sciences et des techniques, qu'il aborde d'un point de vue socio-constructiviste. Il a publié plusieurs études en collaboration avec Trevor Pinch avec lequel il a contribué à développer le programme de la construction sociale des technologies (Social construction of technology), domaine se rattachant aux études des Science, Technologie et Société.

## Publications principales
- (en) avec John Law, Technology and heterogeneous engineering : the case of portuguese expansion, Cambridge, MA : MIT press, 1987.
- (en) avec Thomas P. Hughes and Trevor Pinch, The Social Construction of Technological Systems: New Directions in the Sociology and History of Technology, Cambridge, Mass. ; London : MIT press, 1987.
- (en) avec John Law (éd.), Shaping Technology/Building Society. Studies in sociotechnical change, Cambridge, Mass. ; London, MIT Press, 1992.
- (en) Of bicycles, bakelites and bulbs: Toward a Theory of Sociotechnical Change, Cambridge, Mass ; London  MIT press, 1995.
- (en) King of the road : the social construction of the safety bicycle, Cambridge, MA : MIT Press, 1995.
- (en) avec Marc van Lieshout et Tineke M. Egyedi (éd.), Social learning technologies : the introduction of multimedia in education, Aldershot : Ashgate, 2001.